# Тарбальджейське сільське поселення
Тарбальдже́йське сільське поселення (рос. Тарбальджейское сельское поселение) — сільське поселення у складі Киринського району Забайкальського краю Росії.
Адміністративний центр — село Тарбальджей.

## Населення
Населення сільського поселення становить 360 осіб (2019; 445 у 2010, 511 у 2002).

## Склад
До складу сільського поселення входять:
| Населений пункт    | Населення, осіб (2002) | Населення, осіб (2010) |
| ------------------ | ---------------------- | ---------------------- |
| Верхній Стан, село | 28                     | 7                      |
| Нижній Стан, село  | 30                     | 24                     |
| Тарбальджей, село  | 453                    | 414                    |